# Eremophila spectabilis
Eremophila spectabilis är en flenörtsväxtart som beskrevs av Charles Austin Gardner. Eremophila spectabilis ingår i släktet Eremophila och familjen flenörtsväxter. Inga underarter finns listade i Catalogue of Life.